# Wilhelm Rudolph (Maler)
Wilhelm Rudolph (* 22. Februar 1889 in Hilbersdorf bei Chemnitz; † 30. September 1982 in Dresden) war ein deutscher Maler, Holzschneider, Grafiker und Zeichner.
In über sieben Jahrzehnten schuf Wilhelm Rudolph ein vielfältiges und weitgehend eindringliches Werk. Als Höhepunkt seines Schaffens gilt der expressive graphische Werkkomplex Das zerstörte Dresden, der mehrere hundert Zeichnungen, Aquarelle, Lithographien und Holzschnitte umfasst. Für die Intensität und den Umfang dieser künstlerischen Auseinandersetzung mit der 1945 zerstörten Stadt Dresden gibt es in der deutschen Kunst jener Zeit kein Äquivalent.

## Leben
Wilhelm Rudolph wurde als Sohn einer Weberfamilie geboren. 1906 begann er eine Lithografenlehre, um bereits 1908 auf die Kunstakademie Dresden zu wechseln. Seine Lehrer waren Robert Sterl und Carl Bantzer, deren Meisterschüler er war. Den Ersten Weltkrieg überlebte er als Infanterist an der Westfront (Verdun und Somme). Von 1919 bis 1932 war er als freier Künstler in Dresden tätig. Als spätimpressionistischer Maler orientierte er sich zunächst am Expressionismus. Später wurde er von der Neuen Sachlichkeit beeinflusst, um sich dann sozialen Themen in malerisch-realistischer Darstellung zuzuwenden. Bekannt wurde er ebenfalls durch seine Tierdarstellungen. Von 1923 bis 1925 war Rudolph Mitglied der KPD. Er gehörte dem Vorstand der Künstlervereinigung Dresden an.
Die Beteiligungen an Kunstausstellungen 1924/25 (in der Galerie Emil Richter, Dresden und in der Galerie Goldschmidt & Wallerstein, Berlin) und 1931 (in der Galerie Neue Kunst Fides, Dresden) brachten ihm nicht nur den Durchbruch, sondern auch 1932 die Berufung zum Professor an die Kunstakademie Dresden ein. Zum 1. Dezember 1931 trat er der NSDAP bei (Mitgliedsnummern 825.667), schied aber spätestens November 1932 wieder aus. Ein zweiter Beitritt zum 1. Mai 1933 wurde für nichtig erklärt. Rudolph schloss sich auch der SA an. Nach der „Machtergreifung“ der Nationalsozialisten wurden vom 17. August bis 15. Oktober 1933 dennoch auch Werke von Rudolph in der Ausstellung "Entartete Kunst" im Lichthof des Dresdner Rathauses diffamiert.
1937 wurden im Rahmen der deutschlandweiten konzertierten Aktion „Entartete Kunst“ 41 Werke Rudolphs aus dem Stadtmuseum Bautzen, dem Kupferstichkabinett Berlin, dem Schlesischen Museum der Bildenden Künste Breslau, der Städtische Kunstsammlung Chemnitz, der Kunsthütte Chemnitz, der Gemäldegalerie Dresden, dem Kupferstichkabinett Dresden, dem Stadtmuseum Dresden, den Städtischen Sammlungen Freiburg im Breisgau, der Deutschen Graphikschau Görlitz, der Städtischen Kunsthalle Mannheim, der Städtischen Galerie Nürnberg, der Städtischen Bildergalerie Wuppertal-Elberfeld und dem König Albert-Museum Zwickau beschlagnahmt. Die meisten wurden vernichtet. Drei Holzschnitte, die zur „Verwertung“ auf dem Kunstmarkt an den Kunsthändler Bernhard A. Böhmer gingen, konnten nach 1945 sichergestellt werden und befinden sich heute im Kupferstichkabinett Berlin. Bei einigen Arbeiten ist der Verbleib ungeklärt.
1939 wurde Rudolph wiederholt politisch denunziert und schließlich entlassen. Er blieb jedoch Mitglied der Reichskammer der bildenden Künste und konnte sich an Ausstellungen beteiligen. Sicher belegt ist bis 1943 die Teilnahme an neun großen Ausstellungen.
Rudolph wohnte in der Körnerstraße 7. Das Haus wurde bei den Luftangriffen auf Dresden in der Nacht vom 13. zum 14. Februar 1945 zerbombt. Sein bis dahin entstandenes Werk, insbesondere das Frühwerk, wurde weitgehend zerstört. Die Zerstörung der Stadt war für Rudolph ein existenzielles wie werkprägendes Ereignis, mit dem er sich In den folgenden Jahren  in Hunderten von Rohrfederzeichnungen und Holzschnitten auseinandersetzte. Er sagte, dass er alles festhalten wollte, was er selbst kaum fassen konnte.
Von 1946 bis 1949 hatte Wilhelm Rudolph erneut eine Professur für Malerei und Graphik an der Akademie der Bildenden Künste Dresden inne, wurde jedoch vom damaligen Rektor Hans Grundig und gegen den Protest seiner Studenten erneut aus dem Lehramt entlassen. Seine bekanntesten Schüler sind die Maler Karl-Heinz Adler und Gotthard Graubner, der damals exmatrikuliert wurde, weil er zu seinem Lehrer gehalten hatte. Graubner hat 1975/1976 die bedeutendste Werkschau von Wilhelm Rudolph in der Bundesrepublik in der Kunsthalle Düsseldorf kuratorisch angeregt und die Werke ausgewählt.
Nach seiner Entlassung lebte Wilhelm Rudolph als freischaffender Künstler in Dresden und war bis zu seinem Tod auch im hohen Alter künstlerisch produktiv. Er blieb bis zuletzt ein unangepasster Einzelgänger und unbequemer Außenseiter im Kulturbetrieb der DDR, dennoch wurde er auch kulturpolitisch instrumentalisiert: Aus dem „rückwärtsgewandten Künstler“ wurde später ein „Nestor der Malerei in der DDR“.  Versuchen von ideologischer Vereinnahmung habe er sich zu entziehen versucht.
Rudolph war Mitglied des Verbands Bildender Künstler der DDR und hatte in der DDR und im Ausland eine bedeutende Zahl von Einzelausstellungen und Ausstellungsbeteiligungen, u. a. von 1946 bis 1983 an sieben Deutschen Kunstausstellungen bzw. Kunstausstellungen der DDR in Dresden.

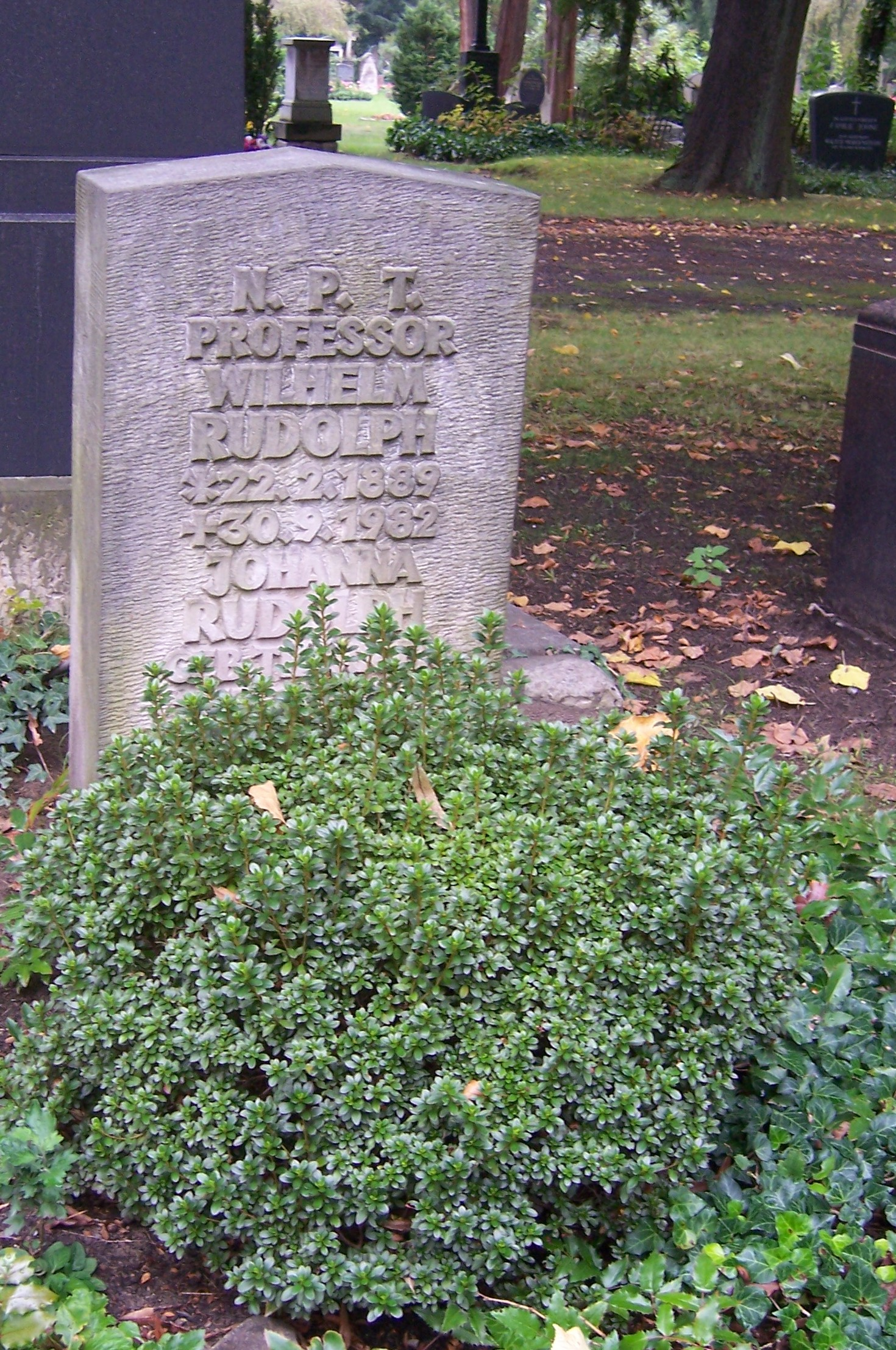
Grab von Wilhelm Rudolph auf dem Johannisfriedhof in Dresden.

## Bildliche Darstellung Rudolphs

### Fotografische Darstellung
- Christian Borchert: Wilhelm Rudolph (1975)[21]
- Christine Stephan-Brosch: Porträt Wilhelm Rudolph (1963)[22]

### Darstellung in der bildenden Kunst
- Maria Adler-Krafft: Bildnis Prof. Wilhelm Rudolph (Tafelbild, Öl; Gemäldegalerie Neue Meister)[23]
- Albert Braun: Wilhelm Rudolph (Porträtplastik, Gips, Höhe: 28,5 cm; Skulpturensammlung Dresden)[24]
- Eric Johansson: Bildnis Wilhelm Rudolph (Öl auf Leinwand, 53,5 × 43,5 cm, 1922; Gemäldegalerie Neue Meister)[25]

## Zitat
„Das heraufdämmernde Licht des 14. Februar 1945 erhellte nur noch eine glühende, qualmende Brandstätte an der Elbe, da, wo am Vortage Dresden gewesen war. Langgezogene Flammenhälse leckten an den Trümmerfassaden hintastend den letzten Sauerstoff aus Löchern und Abgründen. Der in der Flammenglut flüssig gewordene Asphalt hielt die Schuhe der vor dem Tode geflüchteten unbarmherzig fest. Noch nach Monaten fand ich immer wieder Frauen- und Kinderschuhe […] In der ruhelosen Vorstellung zwischen Schlaf und Wachen grub ich mit stählernem Griffel die Bilder der Zerstörung in Metall und Steinplatten, Strich um Strich wie Wunden ein. Bei nüchternem Tageslicht stand mir dann ein kleines Paket Zanders Büttenpapier, etwas Tusche und eine Rohrfeder zur Verfügung, die ich hatte retten können. Damit ging ich wie in einem Zwangszustand an mein Vorhaben.“

## Werk

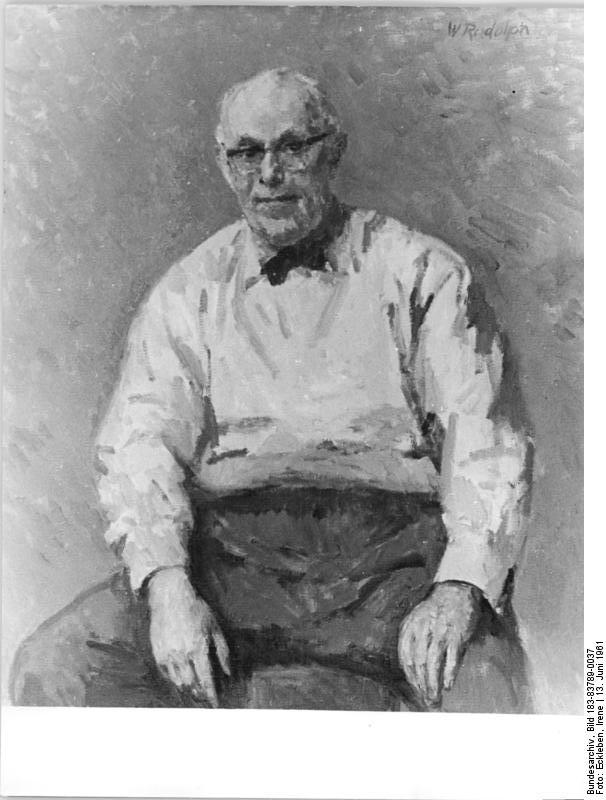
Ölbild Prof. Heinz Bongartz, 1961

Das malerische Werk Wilhelm Rudolphs umfasst etwa 700 Ölgemälde. Sein graphisches Werk beinhaltet zahlreiche Rohrfederzeichnungen, Aquarelle und etwa 700 Holzschnitte, die der Künstler nur in Ausnahmefällen datierte sowie wenige Radierungen (um 1920) und Lithographien (1947). Wilhelm Rudolph druckte seine Holzschnitte bis ins hohe Alter fast ausschließlich selbst und vermerkte dies (meist ohne Auflagenangaben) dann auf dem gedruckten Blatt oft handschriftlich als „Handdruck“. Es gibt nur wenige Auflagendrucke vor und nach 1945. Das nach 1945 entstandene Holzschnittwerk Rudolphs wurde von Bernhard Koban katalogisiert (insgesamt 329 Holzschnitte, meist beidseitig geschnitten; nur wenige wurden bereits vor 1945 geschnitten und von Rudolph aus seinem zerstörten Atelier gerettet). Die Anzahl der meist sehr seltenen Holzschnitte vor 1945 kann nur geschätzt werden und beläuft sich auf in jedem Falle mehr als 300 Holzschnitte.

### Das zerstörte Dresden
Der umfangreiche graphische Werkkomplex über das 1945 zerstörte Dresden gilt als Wilhelm Rudolphs Hauptwerk. Die graphischen Arbeiten über die Trümmerlandschaft Dresdens werden in ihrem ästhetischen und auch dokumentarischen Ausdruck als singulär betrachtet. Sie sind als künstlerisches Zeugnis der Gewalt und apokalyptischen Schrecken des 20. Jahrhunderts in die deutsche Kunstgeschichte eingegangen. Dieses Werk besteht aus verschiedenen graphischen Serien. Der 150 Rohrfederzeichnungen umfassende Zyklus Das zerstörte Dresden ist seit 1959 im Besitz des Dresdner Kupferstich-Kabinetts. Zum Werkkomplex vom zerstörten Dresden gehören außerdem 200 Aquarelle und aquarellierte Zeichnungen Dresden als Landschaft sowie die druckgraphischen Zyklen Dresden 1945 – nach der Katastrophe (35 Holzschnitte), Aus (47 Holzschnitte) und Dresden 1945 (20 Holzschnitte und Lithographien in kleiner Auflage). 1972 wurde das gesamte Material neu gesichtet, die besten Blätter zur letztgültigen Folge Dresden 1945 (55 Holzschnitte der Zeit 1945–1947) zusammengefasst und vom Künstler mit der Hand gedruckt.

## Ausstellungen (unvollständig)
- 1915: Ausstellungsbeteiligung in der Dritten Kriegssonderausstellung der Galerie Ernst Arnold, Dresden
- 1915–1925: Ausstellungsbeteiligung in der Sommerausstellung der Künstler-Vereinigung Dresden
- 1919: Arbeiten sechs junger Dresdner Künstler in der Galerie Emil Richter, Dresden
- 1920: Ausstellungsbeteiligung: Schaffende im Verband jüngerer Dresdner Künstler, im Sächsischen Kunstverein, Dresden
- 1921: Ausstellung der Gemäldekollektion von Prof. Wilhelm Steinhausen in der Kunsthütte Chemnitz
- 1924: Einzelausstellung in der Galerie Emil Richter in Dresden (Rezension von Will Grohmann in: Cicerone. Jg. 16, 1924, S. 239)
  - Einzelausstellung in der Kunsthandlung Goldschmidt & Wallerstein in Berlin (Rezension von Willi Wolfradt in: Cicerone. Jg. 16, 1924, S. 467)
  - Ausstellungsbeteiligung Junge Dresdner Künstler in der Galerie Neue Kunst Fides in Dresden
- 1924/25: Ausstellungsbeteiligung in der Ersten Allgemeinen Kunstausstellung in Moskau, Saratov und Leningrad (als Mitglied der „Roten Gruppe“)
- 1926: Ausstellungsbeteiligung Große Aquarell-Ausstellung in Dresden
- Ausstellungsbeteiligung in der Internationalen Kunstausstellung Dresden
- 1927: Graphische Ausstellung des Deutschen Künstlerbundes, Dresden
- 1931: Einzelausstellung in den Galerie Neue Kunst Fides, Dresden
- 1945/46: Ausstellungsbeteiligung Freie Künstler. Ausstellung Nr. 1 in der Kunstakademie Dresden
- 1947: Ausstellung im Haus des Kulturbundes Dresden
- 1955, 1958 und 1960: Einzelausstellungen in den Staatlichen Kunstsammlungen Dresden (jeweils mit Katalog)
- 1965: Einzelausstellung Gewerkschaftshaus Stuttgart (Katalog)
- 1967: Dresden 13. Februar 1945, Ausstellung Rathaus Dresden, Gemäldegalerie Neue Meister Dresden, Mappe mit 13 Reproduktionen und Katalogverzeichnis, Waltraut Schumann, 1967
- 1974: Galerie am Sachsenplatz Leipzig und in der Hochschule für Bildende Künste Dresden
- 1975/1976: Städtische Kunsthalle Düsseldorf mit Katalog
- 1977: National-Galerie Berlin (Ost) mit Katalog
- 1978: Verkaufsausstellung Galerie Berlin, Staatl. Kunsthandel der DDR
- 1979: mehrere Ausstellungen, Dresden, Neubrandenburg und München
- 1980: Einzelausstellung Holzschnitte, Zentralinstitut für Kernforschung Rossendorf bei Dresden
- 1981: Einzelausstellung, Berlin (West) mit Begleitpublikation (Text von Erhard Frommhold)
- 1982 und 1988: Einzelausstellungen, Ravensburg (Galerie Döbele, jeweils mit Katalog)
- 1992: Einzelausstellung, Städtische Galerie Albstadt (Katalog)
- 1993: Ausstellungsbeteiligung Die vertikale Gefahr. Luftkrieg in der Kunst. in der documenta-Halle, Kassel
- 1997/98: Ausstellungsbeteiligung Deutschlandbilder im Martin-Gropius-Bau, Berlin
  - Ausstellungsbeteiligung Die großen Alten 2, Neue Sächsische Galerie, Chemnitz
- 2001: Einzelausstellung Wilhelm Rudolph – 100 Holzschnitte, Deutsche Werkstätten Hellerau, Dresden
- 2005: Einzelausstellung Kunsthandlung Dr. Irene Lehr, Berlin (Katalog)
- Kupferstich-Kabinett Dresden im Josef-Hegenbarth-Archiv Dresden
- 2007: Einzelausstellung, Holzschnitte von 1920 bis 1960 in der Galerie Remmert und Barth, Düsseldorf
- 2009/10: Ausstellungsbeteiligung Kunst und Kalter Krieg. Deutsche Positionen 1945–1989. Deutsches Historisches Museum, Berlin (Katalog)
- 2010: Wilhelm Rudolph – Meister des Holzschnitts. Galerie Koenitz Dresden[31]
- 2011/12: Neue Sachlichkeit in Dresden. Malerei der Zwanziger Jahre von Dix bis Querner, 1. Oktober 2011 – 8. Januar 2012, Kunsthalle im Lipsius-Bau in Dresden (Katalog)
- 2014: Das Phantastischste ist die Wirklichkeit. Malerei und Holzschnitte. Städtische Galerie Dresden (Katalog)
- 2018: Dresden 45 – Zeichnungen, Lithographien, Holzschnitte. Ausstellung Dresdner Kunst. Radebeul (Katalog)[32]
- 2022: Wilhelm Rudolph – Aus allen Hölzern war Leben zu erwecken; Galerie Himmel, Dresden[33]
- 2025: Wilhelm Rudolph. Dresden 1945; Galerie der Berliner Graphikpresse, Berlin-Altglienicke (Verkaufsausstellung)

## Museen und öffentliche Sammlungen mit Werken  Rudolphs (unvollständig)
- Ahrenshoop: Kunstmuseum Ahrenshoop
- Albstadt: Kunstmuseum Albstadt
- Berlin: Neue Nationalgalerie[34]
- Braunschweig: Herzog Anton Ulrich-Museum[35]
- Chemnitz: Kunstsammlungen am Theaterplatz[36]
- Dippoldiswalde: Lohgerber Museum & Galerie[37]
- Dresden: Galerie Neue Meister[38]
- Dresden: Kupferstich-Kabinett
- Dresden: Sächsischer Kunstfonds[38]
- Dresden: Museum für Sächsische Volkskunst[38]
- Dresden: Städtische Galerie Dresden
- Dresden: Sächsische Landesbibliothek – Staats- und Universitätsbibliothek Dresden
- Erfurt: Angermuseum
- Leipzig: Museum der bildenden Künste Leipzig
- Los Angeles: Los Angeles County Museum of Art
- Weimar: Goethe-Nationalmuseum

## Ehrungen
- 1961: Nationalpreis der DDR[39]
- 1961: Martin-Andersen-Nexö-Kunstpreis der Stadt Dresden[39]
- 1966: Kunstpreis des FDGB für das Porträt Prof. H. Bongartz[39]
- 1978: Vaterländischer Verdienstorden in Silber
- 1979: Ehrenbürgerschaft von Dresden[39]
- 1980: Nationalpreis der DDR I. Klasse für Kunst und Literatur[39]
- 1982: Ehrenbürgerschaft von Chemnitz[39]